# Petrell de Solander
El petrell de Solander (Pterodroma solandri) és un ocell marí de la família dels procel·làrids (Procellariidae), d'hàbits pelàgics, que cria a l'illa de Lord Howe i després es dispersa pel Pacífic subtropical fins a l'hemisferi nord.